# فردریک فیلیپس
فردریک فیلیپس (انگلیسی: Frederick Phillips; ۱۳ مارس ۱۸۸۴ – ۱۹ ژانویهٔ ۱۹۴۸) بازیکن هاکی روی چمن اهل بریتانیا بود.